# Českoskalická plošina

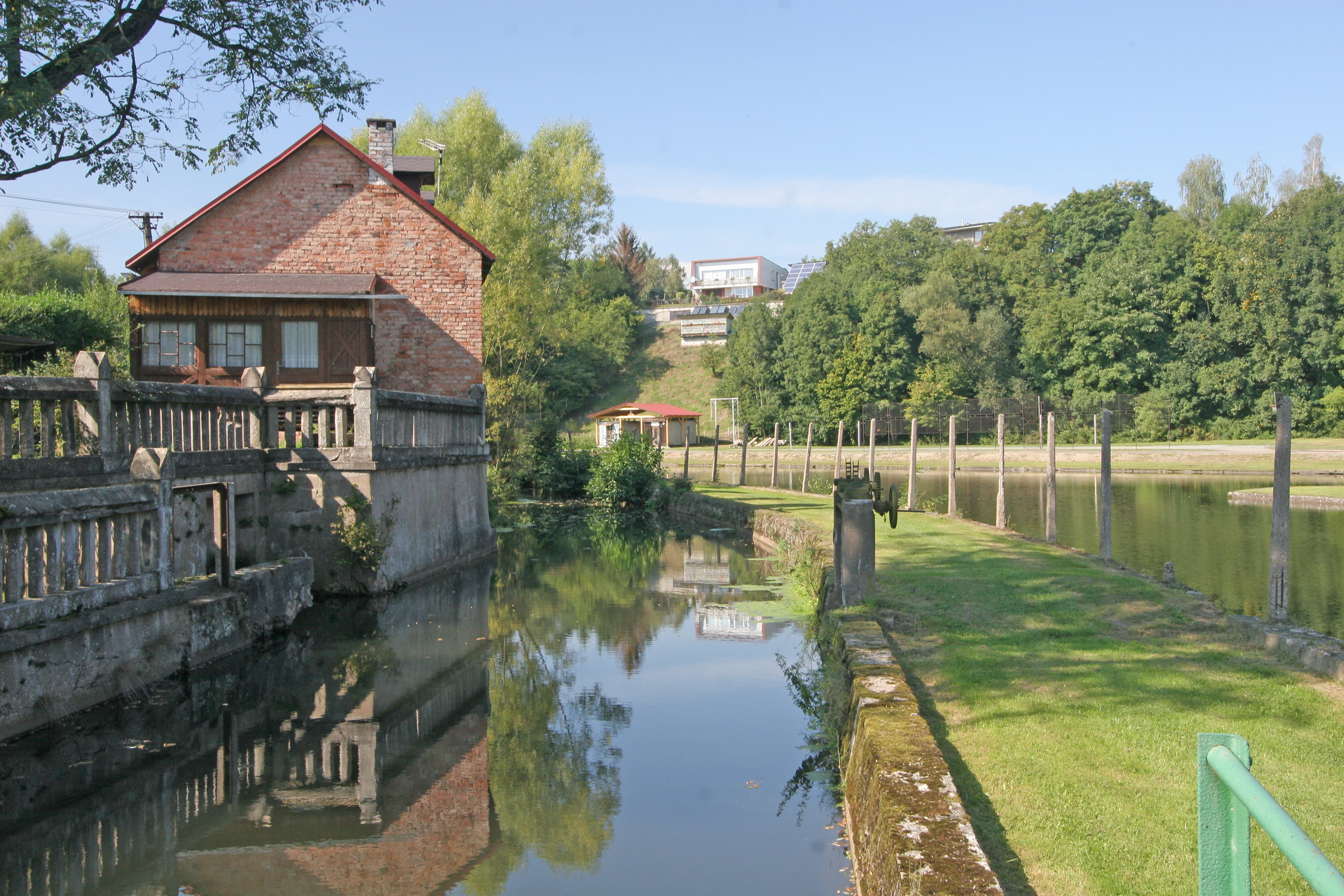
Potok Běluňka v Chvalkovicích

Českoskalická plošina je geomorfologický okrsek v severní části Úpsko-metujské tabule, ležící v okresech Náchod a Trutnov v Královéhradeckém kraji.

## Poloha a sídla
Území okrsku se nachází zhruba mezi sídly Kuks (na západě), Chvalkovice (na severu), Česká Skalice (na východě) a Jaroměř (na jihu). Uvnitř okrsku leží částečně města Česká Skalice a Jaroměř a větší obec Dolany.

## Geomorfologické členění
Okrsek Českoskalická plošina (dle značení Jaromíra Demka VIC–2A–1) náleží do celku Orlická tabule a podcelku Úpsko-metujská tabule.
Alternativní členění Balatky a Kalvody uvádí okrsek Českoskalická tabule, který ale zabírá větší území včetně několika Demkových okrsků. Dále se zde tento okrsek člení na podokrsky Ratibořická plošina (území přibližně shodné s Demkovou Českoskalickou plošinou), Rychnovecká kotlina a Velkojesenická tabule.
Plošina sousedí s dalším okrskem Orlické tabule, Úpskou nivou na jihovýchodě a s celky Východolabská tabule na jihozápadě, Jičínská pahorkatina na severozápadě a Krkonošské podhůří na severu.

## Významné vrcholy
Nejvyšším bodem Českoskalické plošiny je bezejmenná kóta (356 m n. m.) na katastru vsi Ratibořice.
| název vrcholu | výška (m n. m.) | podřazená jednotka |
| ------------- | --------------- | ------------------ |
| Za Humny      | 355             | -                  |
| Vinice        | 340             | -                  |